# Mel Pearson
George Alexander Melvin Pearson (Flin Flon, 29 aprile 1938 – Flin Flon, 9 gennaio 1999) è stato un allenatore di hockey su ghiaccio e hockeista su ghiaccio canadese che nel corso della carriera ha militato nella NHL e nella WHA.

## Carriera
Pearson giocò a livello giovanile della lega del Saskatchewan con i Flin Flon Bombers, formazione della sua città natale con cui vinse nel 1957 la Memorial Cup. Al termine della stagione iniziò a giocare nelle leghe minori professionistiche del Nordamerica, come la Quebec Hockey League, l'American Hockey League, la Western Hockey League e la Eastern Professional Hockey League.
Nel corso della stagione 1959-1960 Pearson ebbe modo di esordire in NHL con la maglia dei New York Rangers disputando 23 partite. Nelle stagioni successive continuò a giocare con ottimi risultati nei farm team dei Rangers nelle leghe inferiori ritornando in NHL solo per brevi apparizioni: raccolse solo altre 13 presenze coi Rangers fino a che, nel 1965, venne ceduto all'organizzazione dei Chicago Blackhawks.
Rimasto senza contratto al termine della stagione 1966-1967 Pearson fu scelto durante l'NHL Expansion Draft dai Pittsburgh Penguins, una delle sei nuove franchigie iscritte alla NHL. Pearson giocò solo due partite in NHL con i Penguins per poi essere ceduto ai Portland Buckaroos, formazione della Western Hockey League.
Con i Buckaroos Pearson arrivò per cinque stagioni consecutive in finale di campionato, tuttavia la squadra fu in grado di vincere la Lester Patrick Cup solo in un'occasione nella stagione 1970-1971. Concluse la carriera da giocatore nella stagione 1972-73 in World Hockey Association con i Minnesota Fighting Saints.

## Palmarès

### Club
- Lester Patrick Cup: 1

Portland: 1970-1971
- Memorial Cup: 1

Flin Flon: 1957